# Ligia gracilipes
Ligia gracilipes är en kräftdjursart som beskrevs av Gustav Budde-Lund 1885. Ligia gracilipes ingår i släktet Ligia och familjen gisselgråsuggor. Inga underarter finns listade i Catalogue of Life.